# (27951) 1997 OG2
1997 أو جي 2 (ويعرف أيضًا باسم (27951) 1997 أو جي 2 وفق تسمية الكوكب الصغير) (بالإنجليزية: 1997 OG2)‏ هو كويكب ضمن حزام الكويكبات؛ وترتيبه 27951 من حيث الاكتشاف.
اكتُشف هذا الجُرم الفلكي بواسطة OCA–DLR Asteroid Survey ‏ في 30 يوليو 1997.

## وصلات خارجية
- (27951) 1997 OG2 في قاعدة بيانات مختبر الدفع النفاث لأجرام النظام الشمسي الصغيرة

- الاكتشاف · مخطط المدار ·  العناصر المدارية · المعلمات المادية

- (27951) 1997 OG2 على موقع ويكي سكاي: DSS2, SDSS, GALEX, IRAS, Hydrogen α, X-Ray, Astrophoto, Sky Map, Articles and images